# Hansenochrus simonis
Espèce
Synonymes
- Schizomus simonis Hansen, 1905

Hansenochrus simonis est une espèce de schizomides de la famille des Hubbardiidae.

## Distribution
Cette espèce est endémique du Venezuela. Elle se rencontre dans les États de Miranda et d'Aragua et le District Capitale.

## Description
Le mâle mesure 4,3 mm et la femelle 5 mm.

## Publication originale
- Hansen & Sørensen, 1905 : The Tartarides, a tribe of the order Pedipalpi. Arkiv för Zoologi, vol. 2, no 8, p. 1-78 (texte intégral).